# Дю Баррі, пристрасна жінка
Дю Баррі, пристрасна жінка (англ. Du Barry, Woman of Passion) — американська мелодрама Сема Тейлора 1930 року.

## У ролях
- Норма Толмадж — мадам Дю Баррі
- Вільям Фарнум — Людовик XV
- Конрад Найджел — Косс де Бріссак
- Гобарт Босворт — Дак де Бріссак
- Ульріх Гаупт — Жан Дю Баррі
- Елісон Скіпуорт — Ла Горден
- Е. Елін Воррен — Деніс
- Едгар Нортон — Ренал